# Forsa ångsåg
Forsa ångsåg uppfördes mellan åren 1857 och 1859 i Hillen, Forsa socken. Driften upphörde 1911 och året därpå revs byggnaderna på platsen. Forsa ångsåg svarade för en betydelsefull produktion av trävaror för den svenske exporten. Platsen räknas idag som industrihistoriskt intressant.